# Aeroportul Clorinda
Aeroportul Clorinda (IATA: CLX, ICAO: SATC) este un aeroport din Provincia Formosa, Argentina ce deservește zona Clorinda⁠(d). A fost numit după zona deservită.
Situat la o altitudine de 60 m, aeroportul dispune de o singură pistă.